# Oxiclenins
Els oxiclenins (Oxyclaeninae) són una subfamília de primitius ungulats extints de la família dels arctociònids, dins l'ordre dels condilartres. Els animals d'aquest grup visqueren a l'hemisferi nord durant el Paleocè i l'Eocè inferior.
Els oxiclenins inclouen diferents espècies que tenien un aspecte i un estil de vida més similar al dels prociònids d'avui en dia que al dels ungulats moderns. S'alimentaven principalment de fruites, núcules, llavors i petits animals. Algunes espècies estaven adaptades per viure als arbres, mentre que altres eren ràpids i vivien a terra. Les semblances entre alguns oxiclenins i artiodàctils primitius com Diacodexis donen suport a la hipòtesi que els artiodàctils sorgiren d'aquest grup de condilartres.